# What Money Can't Buy
What Money Can't Buy er en amerikansk stumfilm fra 1917 af Lou Tellegen.

## Medvirkende
- Jack Pickford som Dick Hale
- Louise Huff som Irenia
- Theodore Roberts som Madison Hale
- Hobart Bosworth som Govrian Texler
- Raymond Hatton som Stephen III